# Alboino (nome)
Alboino  è un nome proprio di persona italiano maschile.

## Varianti
- Maschili: Albuino

### Varianti in altre lingue
- Anglosassone: Ælfwine[1]
- Germanico: Alfwin[1][2][3], Albwin[2], Albuwin[2], Albuvin[2], Albuin[2], Alboin[1][2], Alpwin[2], Elbwin[2]
- Latino: Alboinus, Albuinus
- Medio inglese: Alvin[1]

## Origine e diffusione
RIsale all'antico nome germanico Alfwin, composto dagli elementi alf (o alfa, alb, "elfo", "spirito dell'aria") e win (o wine, vin, "amico"); può quindi essere interpretato come "amico degli elfi". Un nome imparentato anglosassone, Ælfwine, cadde sostanzialmente in disuso dopo la conquista normanna dell'Inghilterra.

## Onomastico
L'onomastico si può festeggiare il 5 febbraio in memoria di sant'Alboino, vescovo di Bressanone, oppure il 27 ottobre in onore di san Witta (chiamato anche "Alboino" e "Albino"), vescovo di Büraburg.

## Persone

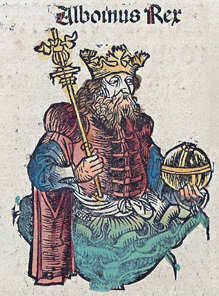
Alboino

- Alboino, re dei Longobardi e re d'Italia
- Alboino della Scala, signore di Verona
- Alboino di Spoleto, duca di Spoleto

### Varianti
- Albuino di Bressanone, vescovo cattolico e santo italiano

## Il nome nelle arti
- Ælfwine è un altro nome di Eriol, personaggio dei Racconti ritrovati e dei Racconti perduti di J. R. R. Tolkien.